# 조선주먹
"조선주먹"은 대한민국의 액션 영화이다. 2020년 4월 9일에 개봉이 되었다.

## 캐스팅
- 이승욱 - 최강일 역
- 김종문 - 겐지 역
- 이동근 - 상옥 역
- 기세형 - 다케시 역
- 이진희 - 타미오 역
- 김소우 - 명자 역
- 전승훈 - 해태 역
- 주예은 - 고노에 역
- 임승준 - 박철호 역
- 이정준 - 쌍칼 역
- 오경민 - 망치 역
- 김지호 - 태영 역
- 박민선 - 은영 역
- 조영진 - 하야시 역
- 이달형 - 박진형 역
- 황우현 - 미후라 역
- 곽민석 - 검둥이 역
- 이홍주 - 흰둥이 역
- 박건후 - 밀정 역
- 이진우 - 일본건달 1 역
- 이욱진 - 일본건달 2 역
- 정영 - 일본헌병 1 역
- 백시훈 - 일본헌병 2 역
- 이진경 - 이식집 종업원 역
- 김소윤 - 강일 누나 역
- 최경빈 - 중학생 강일 역
- 김영관 - 창식 역
- 최유성 - 새도우 역
- 이에은 - 독서회복례 역
- 김윤슬 - 독서회계순 역
- 김민진 - 독서회끝순 역
- 강단비 - 독서회봉자 역
- 권수빈 - 독서회순자 역
- 조성희 - 독서회춘자 역
- 유영래 - 겐지파 1 역
- 오창후 - 겐지파 2 역
- 김준호 - 겐지파 3 역
- 정지원 - 겐지파 4 역
- 김한솔 - 겐지파 5 역
- 김관호 - 겐지파 6 역
- 신윤용 - 겐지파 7 역
- 박건 - 겐지파 8 역
- 박건웅 - 겐지파 9 역
- 정진우 - 겐지파 10 역
- 박민수 - 겐지파 11 역